# Schoutenia corneri
Schoutenia corneri är en malvaväxtart som beskrevs av Roekm.-hart.. Schoutenia corneri ingår i släktet Schoutenia och familjen malvaväxter. Inga underarter finns listade i Catalogue of Life.